# Acanthomunna tannerensis
Acanthomunna tannerensis is een pissebed uit de familie Dendrotionidae. De wetenschappelijke naam van de soort is voor het eerst geldig gepubliceerd in 1966 door Schultz.